# Pakuły
Pakuły ist ein Dorf in der Gemeinde Radoszyce im Powiat Konecki, Woiwodschaft Heiligkreuz, im mittleren Polen. Es liegt annähernd 3 km südlich von Radoszyce, 21 km südwestlich von Końskie und 32 km nordwestlich der Woiwodschaftshauptstadt Kielce. Das Dorf hat 230 Einwohner.